# 周攻六濟戎之戰
周攻六濟戎之戰發生於前779年，周朝攻伐六濟戎的一場戰爭。
周幽王三年（前779年）（據今本竹書紀年記載為前776年），周幽王派遣伯士率領周軍討伐六濟之戎，最後伯士戰死，周軍戰敗逃跑。